# حريت (أوزبكستان)
حريت هي بلدة في مقاطعة قوم قورغان في ولاية صرخنداريا في أوزبكستان.